# Antonio Cristián Glauder García
Antonio Cristián Glauder García (Algeciras, 18 de octubre de 1995) es un futbolista español que juega de defensa en el Johor Darul Takzim F. C. de la Superliga de Malasia.

## Biografía
Antonio Cristián se formó en las categorías inferiores del Cádiz C. F., pasó a estar un año en el cadete del F. C. Barcelona y luego enrolarse en las filas del Villarreal C. F., donde militó durante cuatro temporadas, hasta recalar en 2015 en el R. C. D. Espanyol "B", disputando 48 partidos en Segunda B en dos temporadas. 
En julio de 2017 firmó por el Deportivo Alavés por tres temporadas y durante la temporada 2017-18, se marchó cedido al N. K. Rudes, club que tenía un convenio con el club vitoriano. Tras un año en la máxima división croata, regresó a España para ser cedido una temporada al C. F. Fuenlabrada. Con este equipo logró el ascenso a Segunda División, categoría en la que compitió los siguientes dos años que estuvo en el club.
En junio de 2021 finalizó su contrato con el club madrileño y se marchó a la S. D. Eibar. Con el conjunto armero disputó 16 encuentros y, tras rescindir su contrato, el 31 de agosto de 2022 firmó por el Albacete Balompié por un año con opción a otro.
El 16 de junio de 2024 fichó por el Cádiz C. F., equipo con el que jugó catorce partidos antes de desvincularse el siguiente 31 de enero.
En junio de 2025 se oficializó su fichaje por el Johor Darul Takzim F. C. de Malasia.

## Clubes
Actualizado de acuerdo al último partido dirigido el 22 de diciembre de 2024.
| Club                       | País    | Año       | PJ | Goles |
| -------------------------- | ------- | --------- | -- | ----- |
| R. C. D. Espanyol "B"      | España  | 2015-2017 | 48 | 1     |
| Deportivo Alavés           | España  | 2017-2019 | 0  | 0     |
| N. K. Rudes (cesión)       | Croacia | 2017-2018 | 21 | 1     |
| C. F. Fuenlabrada (cesión) | España  | 2018-2019 | 37 | 0     |
| C. F. Fuenlabrada          | España  | 2019-2021 | 74 | 4     |
| S. D. Eibar                | España  | 2021-2022 | 16 | 0     |
| Albacete Balompié          | España  | 2022-2024 | 72 | 3     |
| Cádiz C. F.                | España  | 2024-2025 | 14 | 0     |
| Johor Darul Takzim F. C.   | Malasia | 2025-act. |    |       |